# Rahway Valles
Le Rahway Valles sono una struttura geologica della superficie di Marte.